# پیر آلفونس لوران
پیر آلفونس لوران (به فرانسوی: Pierre Alphonse Laurent) زادهٔ ۱۸ ژوئیه ۱۸۱۳، درگذشت ۲ سپتامبر ۱۸۵۴، یک ریاضی‌دان و افسر نظامی فرانسوی بود که برای شناساندن سری لوران و بسط یک تابع به سری‌های توانی بی‌نهایت و تولید گسترش سری‌های تیلور در جهان شناخته می‌شود.

## زندگی
لوران در پاریس به دنیا آمد و در ۱۸۳۰ در مدرسه پلی‌تکنیک درس خواند و دو سال بعد یکی از بهترین دانش آموزان دورهٔ خود شناخته شد. او به عنوان یک افسر نظامی به بخش مهندسی پیوست پس از آن به مدرسهٔ اپلیکسیون در متز رفت تا اینکه به الجزایر فرستاده شد.
لوران حدود ۱۸۴۰ از الجزایر به فرانسه بازگشت و ۶ سال مسئول عملیات گسترش بندر آور بود روآن تا سدهٔ ۱۹ ام میلادی بندر اصلی فرانسه بود اما پروژه‌های آبی که لوران در لو آور کار می‌کرد آن را به یکی از بندرهای مهم تبدیل کرده بود، روشن بود که لوران مهندس خوبی بود و از دانش نظری اش در بخش مهندسی و کاربردی به خوبی بهره برده بود.
لوران در دوره ای که بر روی پروژه‌های عمرانی کار می‌کرد نخستین مقاله اش را نوشت او مقاله اش را برای جایزهٔ بزرگ به فرهنگستان علوم فرانسه فرستاد اما چون پس از تاریخ نهایی پذیرش، ثبت شده بود هرگز بررسی و منتشر نشد. لوران در ۴۱ سالگی از دنیا رفت و کارهایش پس از مرگش منتشر شد.